# 2011 في فيتنام
فيما يلي قوائم الأحداث التي وقعت خلال عام 2011 في فيتنام.

## سياسة

### تعيين في المنصب
- 25 يوليو – ترونغ تان سانغ رئيس فيتنام.

## رياضة
- 1 يناير – بطولة أمم آسيا للسيدات تحت 19 سنة 2011

## وفيات

### أبريل
- 24 أبريل – ماري فرانس بيزيه (مواليد 1944) ممثلة فرنسية.

### سبتمبر
- 8 سبتمبر – فو تشي كونغ (مواليد 1912) سياسي فيتنامي.